# Phreatia vanimoana
Phreatia vanimoana är en orkidéart som beskrevs av Paul Ormerod. Phreatia vanimoana ingår i släktet Phreatia och familjen orkidéer. Inga underarter finns listade i Catalogue of Life.